# Jeanne Hovine
Jeanne Laure Alvina Hovine (Brussel, 7 februari 1888 - Elsene, 30 augustus 1992) was een Belgisch kunstschilderes, striptekenares en illustratrice. Ze creëerde samen met haar jongere zus Laure de populaire kinderstripreeks Nic et Nac. Vanaf 1935 had Hovine onder de artiestennaam Anne-Marie Ferrières een succesvolle loopbaan als actrice, zowel in het theater als op de radio.

## Carrière
Zij was de dochter van geneesheer Jules Hovine, afkomstig uit Doornik. Zowel haar vader als haar moeder speelden toneel in amateurgezelschappen en reeds als jong meisje acteerde ze aan de zijde van haar moeder. 

### Als illustratrice, striptekenares en kunstschilderes

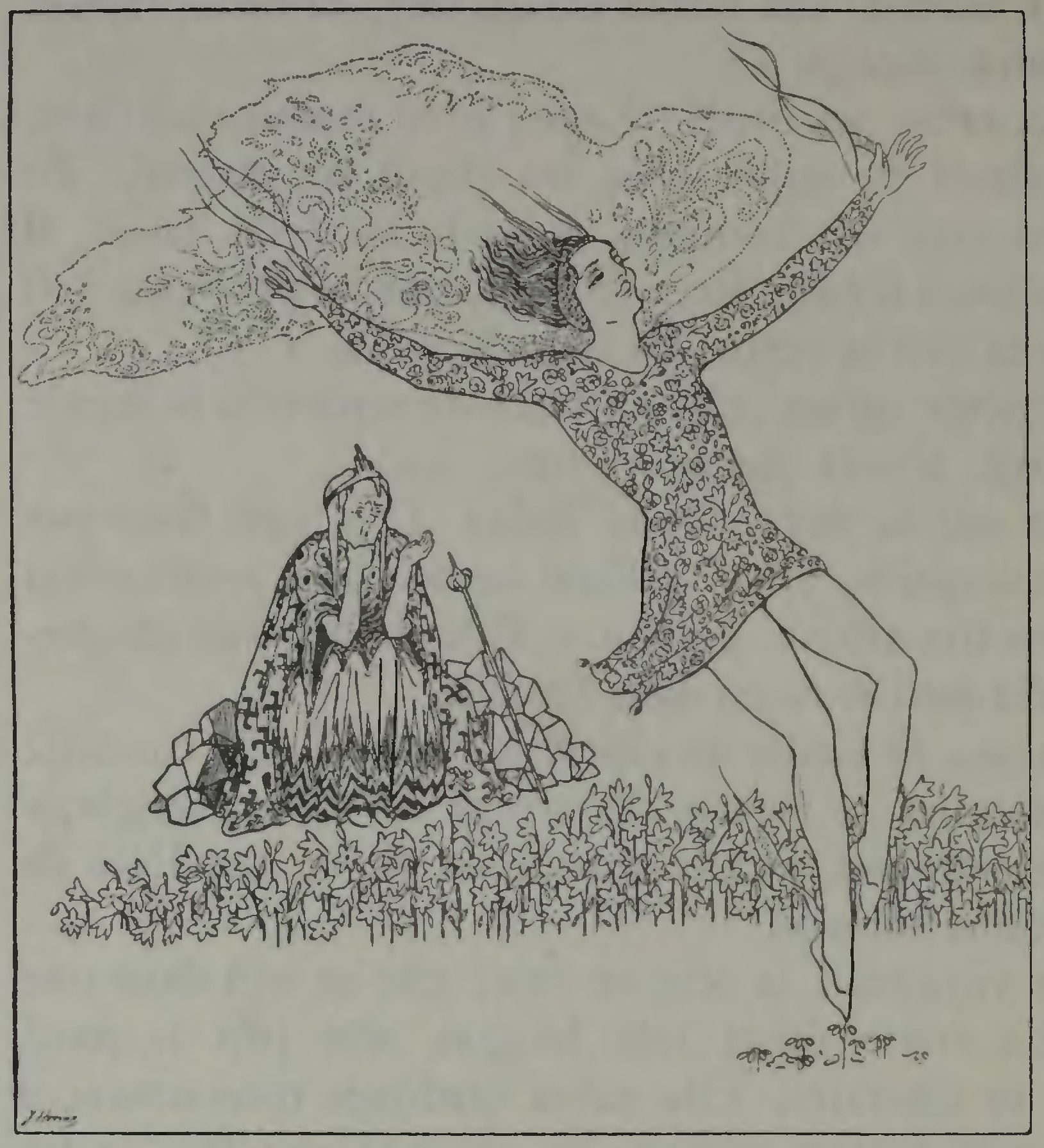
illustratie uit de verhalenbundel Conte sous-marin; Annette et Doric; Fanfreluche; Papillon, Roi de Ruthie (1918)

Haar jongere zus Laure Hovine (1896-1983), begon tijdens de Eerste Wereldoorlog met het schrijven van kinderverhalen waarvoor Jeanne, die autodidact was, de illustraties verzorgde. In 1917 exposeerden ze samen op een speelgoedbeurs en hun verhalen werden positief ontvangen. Op vraag van de Child Health Foundation verscheen in 1918 het verhaal Journal d'une Poupée belge pendant la guerre. Datzelfde jaar publiceerden de zussen een bundel van vier kinderverhalen die uitgegeven werden door Céline Dangotte onder de titel Conte sous-marin; Annette et Doric; Fanfreluche; Papillon, Roi de Ruthie. In de Collection du Petit Artiste van dezelfde uitgeefster, bestaande uit prenten en litho's voor kinderen waaraan eveneens bekende kunstenaars als Léon Spilliaert en Ramah meewerkten, tekende ze een reeks van tien litho's getiteld En aéroplane dans les sept ciels. 
De zussen Hovine kregen daarna de vraag van het dagblad Le Soir om een wekelijkse kinderpagina te verzorgen. Tussen 1924 en 1934 verscheen er de stripreeks Nic et Nac over de avonturen van een tweeling die alles met elkaar deelden. Laure schreef de scenario's terwijl Jeanne de illustraties verzorgde. De strip had onmiddellijk een groot succes en werd eveneens gepubliceerd. Er verschenen in totaal elf stripalbums waarvan sommige eveneens vertaald werden. 
Gedurende deze periode exposeerde Jeanne eveneens met schilderijen, onder meer in 1924 bij de Brusselse Cercle Artistique et Littéraire.

### Als actrice
Omstreeks 1934 zette Laure Hovine een punt achter haar schrijversloopbaan om voor haar gezin, waaronder haar zoon Jean Stengers die later een bekend historicus zou worden, te gaan zorgen. Jeanne, die steeds vrijgezel was gebleven kreeg omstreeks die periode het aanbod van Théo Fleischman en Marie Gevers om voor de openbare radio-omroep een uitzending voor kinderen te verzorgen. Zij las er later ook gedichten voor en speelde mee in talrijke hoorspelen. 
Enkele jaren eerder was ze begonnen met de uitbouw van een loopbaan als actrice onder de artiestennaam Anne-Marie Ferrières. Zij speelde rollen in toneelstukken van Maurice Maeterlinck, Michel de Ghelderode en Paul Claudel en speelde in alle grote Brusselse theaters van die periode zoals het Koninklijk Parktheater en het Théâtre national de Belgique. Op 85-jarige leeftijd werd ze nog bekroond met de Ève du Théâtre voor de rol van koningin Mary in het toneelstuk Abdication à Buckingham Palace van de Engelse toneelschrijver Royce Ryton. Zij bleef actief in het theater tot op de leeftijd van 92 jaar en op de radio tot aan de vooravond van haar honderdste verjaardag. Ferrières speelde eveneens mee in enkele speelfilms waaronder Paix sur les champs uit 1970 en Isabelle devant le désir uit 1975.
Haar eeuwfeest werd gevierd in het bijzijn van koningin Fabiola. Ze stierf op 104-jarige leeftijd in Elsene.